# Janowice (Ostrowiec)
Pour les articles homonymes, voir Janowice.
Janowice est une localité polonaise de la gmina de Waśniów, située dans le powiat d'Ostrowiec en voïvodie de Sainte-Croix.